# Sihui
Sihui (chinesisch 四会市, Pinyin Sìhùi shì) ist eine kreisfreie Stadt in der südchinesischen Provinz Guangdong. Sie gehört zum Verwaltungsgebiet der bezirksfreien Stadt Zhaoqing und liegt im nordwestlichen Ende des Delta des Perlflusses am Sui-Fluss (绥江).

## Geographie
Die Oberflächengestalt der Stadt Sihui ist im östlichen und südlichen Teil eben bis hügelig, im Nordwesten dagegen bergig. Der Sui-Fluss durchquert die Stadt von Nordwesten nach Südosten. Daneben durchfließen sie der Drachenfluss (龙江) sowie eine Reihe weiterer kleinerer Flüsse, die in den Sui-Fluss münden. Das Klima ist tropisch bis subtropisch; die durchschnittliche Januartemperatur liegt bei 12 °C, die durchschnittliche Julitemperatur bei etwa 28,5 °C. Die jährliche Niederschlagsmenge liegt bei etwa 1830 mm.

## Ethnische Gliederung der Bevölkerung Sihuis (2000)
Beim Zensus im Jahr 2000 hatte Sihui 409.804 Einwohner.
| Name des Volkes | Einwohner | Anteil  |
| --------------- | --------- | ------- |
| Han             | 405.678   | 98,99 % |
| Zhuang          | 1.697     | 0,42 %  |
| Tujia           | 895       | 0,22 %  |
| Miao            | 379       | 0,09 %  |
| Yao             | 306       | 0,07 %  |
| Dong            | 219       | 0,05 %  |
| Mongolen        | 191       | 0,05 %  |
| Bouyei          | 103       | 0,03 %  |
| Tibeter         | 49        | 0,01 %  |
| Hui             | 41        | 0,01 %  |
| Yi              | 40        | 0,01 %  |
| Sonstige        | 206       | 0,05 %  |

## Wirtschaft
Wirtschaftliche Bedeutung hat die Abbau von Gips, Kohle, Wolfram, Gold, Kupfer, Zinn, Kaolin, Granit und etwa 10 weiteren Mineralien; aus den Wäldern Sihuis werden zahlreiche Edelhölzer verschiedener Sorten gewonnen, und die Region ist bedeutend für die Erzeugung von Naturharz und Zimtrinde.
In der Landwirtschaft werden neben Reis auch Zuckerrohr, Erdnüsse, Puffbohnen, Früchte, vor allem Zitrusfrüchte, angebaut.
Die Industrie beruht vor allem auf der Verarbeitung der in der Umgebung gewonnenen Rohstoffe. Bedeutende Produkte sind Zucker, Baustoffe, Textilien, Arzneimittel, Schuhe und Gipsprodukte.

## Verwaltung
Die Stadt Sihui gehört zum Verwaltungsgebiet der bezirksfreien Stadt Zhaoqing. Benachbart sind der Kreis Guangning im Westen und Nordwesten, der Kreis Qingxin (Stadt Qingyuan) im Nordosten, der Stadtbezirk Sanshui (Stadt Foshan) im Osten, der Stadtbezirk Dinghu im Süden und die kreisfreie Stadt Gaoyao im Südwesten. Die Stadt ist in drei Straßenviertel und zehn Großgemeinden untergliedert:
- Straßenviertel Dongcheng (东城街道);
- Straßenviertel Chengzhong (城中街道);
- Straßenviertel Zhenshan (贞山街道);
- Großgemeinde Longfu (龙甫镇);
- Großgemeinde Didou (地豆镇);
- Großgemeinde Weizheng (威整镇);
- Großgemeinde Luoyuan (罗源镇);
- Großgemeinde Jingkou (迳口镇);
- Großgemeinde Dasha (大沙镇);
- Großgemeinde Shigou (石狗镇);
- Großgemeinde Huangtian (黄田镇);
- Großgemeinde Xiamao (下茆镇);
- Großgemeinde Jianggu (江谷镇).

Im November 2003 wurden die Großgemeinden Jiangling und Xinjiang aufgelöst. Erstere wurde in die Großgemeinde Jianggu, Letztere in das Straßenviertel Dongcheng integriert.

## Verkehr
Die Guangzhou-Sanshui-Maoming-Eisenbahn sowie die Nationalstraße 321 berühren Sihui an seinem Südzipfel, davon abgesehen ist Sihui verkehrstechnisch nicht besonders gut angebunden. Landstraßen, die teils in keinem guten baulichen Zustand sind, verbinden die Stadt mit ihren Nachbarn. Am Sui-Fluss gibt es einige Häfen, über die alle anderen Orte im Delta des Perlflusses erreicht werden können.